# Zalembius rosaceus
Zalembius rosaceus är en fiskart som först beskrevs av David Starr Jordan och Charles Henry Gilbert, 1880.  Zalembius rosaceus ingår i släktet Zalembius och familjen Embiotocidae. IUCN kategoriserar arten globalt som livskraftig. Inga underarter finns listade i Catalogue of Life.